# Dinoderus piceolus
Dinoderus piceolus är en skalbaggsart som beskrevs av Pierre Lesne 1933. Dinoderus piceolus ingår i släktet Dinoderus och familjen kapuschongbaggar. Inga underarter finns listade i Catalogue of Life.